# Vehilius
Vehilius är ett släkte av fjärilar. Vehilius ingår i familjen tjockhuvuden.

## Dottertaxa tillVehilius, i alfabetisk ordning[1]
- Vehilius almoneus
- Vehilius barrosi
- Vehilius bebarus
- Vehilius carasta
- Vehilius chinta
- Vehilius clavicula
- Vehilius danius
- Vehilius forbesi
- Vehilius furcifer
- Vehilius gorta
- Vehilius illudens
- Vehilius inca
- Vehilius labdacus
- Vehilius lugubris
- Vehilius madius
- Vehilius madra
- Vehilius norma
- Vehilius ocraceus
- Vehilius oiticicai
- Vehilius putus
- Vehilius renulus
- Vehilius seriatus
- Vehilius simplex
- Vehilius stictomenes
- Vehilius striga
- Vehilius subplanus
- Vehilius venosa
- Vehilius verames
- Vehilius vetula
- Vehilius vetulus
- Vehilius vetus
- Vehilius vetustus